# Martinique
Martinique [maʀtiˈnik] (Martinique-kreol nyelven Matinik vagy Matnik) sziget a Karib-tengerben. A Kis-Antillák része. Jogi státuszát tekintve Franciaország egyik tengerentúli megyéje.

## Földrajz

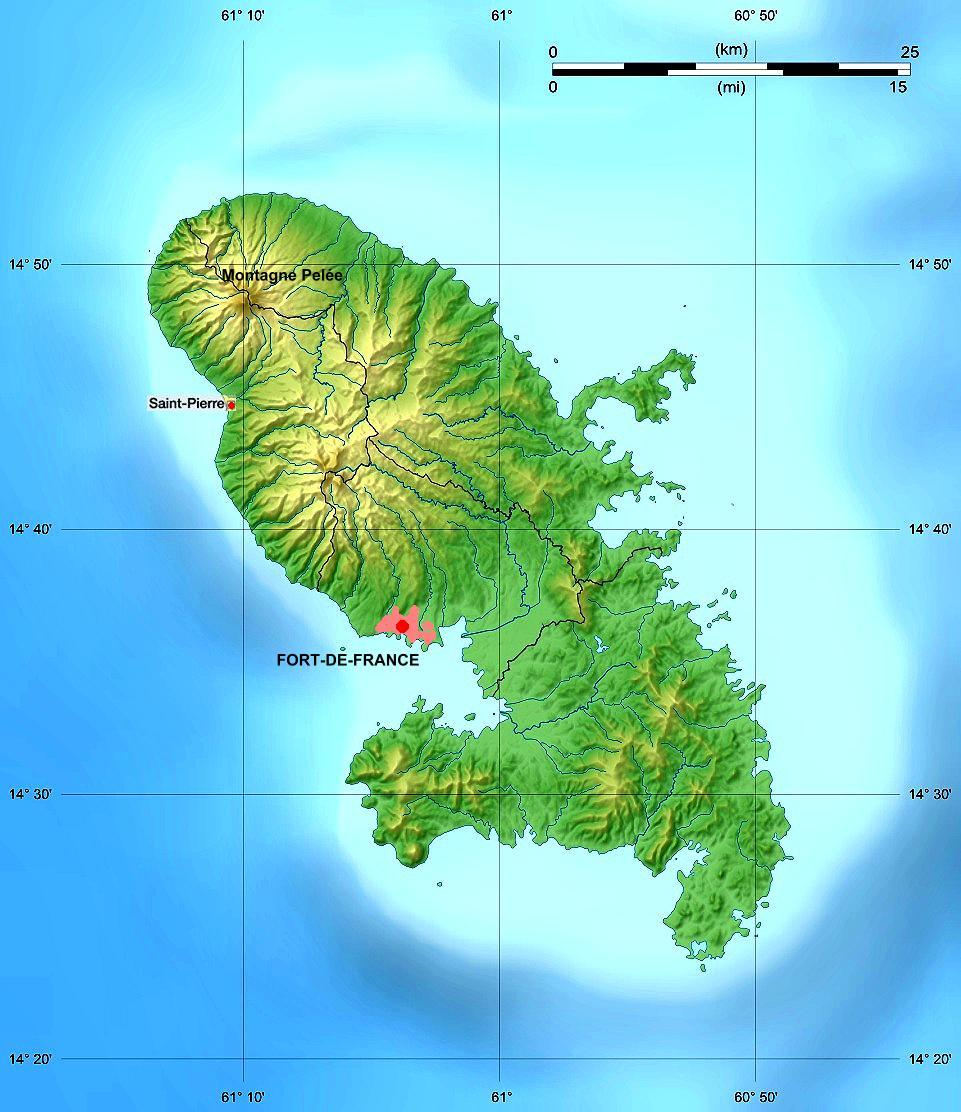
Martinique domborzati térképe

A sziget Budapest területének kb. kétszerese.
Legmagasabb pontja a Montagne Pelée (1397 m). A vulkán és környezete a természeti világörökség részei.

## Története
A szigetet feltehetőleg Kolumbusz Kristóf fedezte fel 1502-ben. A helyi lakosok Madininának nevezték el, ebből keletkezett a mai neve. Gyarmatosítása 1635-ben kezdődött, amikor a franciák vették birtokba, és cukornád termesztésére rendezkedtek be Afrikából hozott rabszolgákkal. A rövid ideig tartó brit uralom kivételével mindig francia gyarmat volt. 1946. március 19-én  lett Franciaország egyik tengerentúli megyéje.
Az 1940-es évek óta erőteljes kampányok zajlanak a sziget függetlenségéért, amelynek első hangadója Aimé Césaire volt és 1959 végén halálos áldozatokkal járó zavargások is fellángoltak Martinique-on. 1962-ben létrejött a Martinique-i Antikolonialista Ifjúsági szervezet, röviden az OJAM, amely már radikálisabb hangon követelte a függetlenséget és gyakran került összetűzésbe a francia hatóságokkal. 1974-ben a követelések újabb zavargásokká fajultak, amelynek eredménye két sztrájkoló munkás halála lett, akiket a csendőrök lőttek le. A függetlenségi követeléseket azonban megingatta az 1970-es évek gazdasági válsága a szigeten, amely miatt nőtt az elvándorlás is. Ezt tetézték a természeti katasztrófák is. Franciaország kisebbfokú autonómiával igyekezett kárpótolni a szigeteket.
2009-ben ismét nyugtalanság következett a sziget életében, mert a fekete lakosság sérelmezni kezdte a francia telepesek leszármazottjainak gazdasági dominanciáját és faji megkülönböztetésről beszéltek. Nicolas Sarkozy francia elnök személyesen tett látogatást Martinique-on és reformokat ígért a bajok orvoslására. Sarkozy kizárta ugyanakkor, hogy a sziget függetlenséget kaphatna, viszont nem zárkózott el a nagyobb mértékű autonómia kiépítésétől, miről szerinte népszavazásnak kellene döntenie.

## Népesség

### Népességének változása
| Lakosok száma | 383 806 | 380 877 | 372 594 | 368 783 | 364 508 | 361 225 | 360 749 | 361 019 |
|               | 2014    | 2015    | 2017    | 2018    | 2019    | 2020    | 2021    | 2022    |

### Etnikumok
A lakosság döntő többsége afrikai származású. A statisztika szerint 90% fekete (afrikai) és mulatt (fekete-fehér keverék), valamint ide számítják az indiai-afrikai keverékeket is. A fekete bőrűek többsége az afrikai rabszolgák leszármazottja. Ezenkívül érkeztek ide feketék a karibi térségből is, akiket "más karibi" kifejezés alatt szerepeltetnek a statisztikusok. A más karibiak a kínaiakkal együtt 5%-ot tesznek ki. A fehér (európai) lakosok, akik főként francia származásúak, szintén 5%-nyian vannak.

### Nyelv
A szigeten franciául és kreol nyelven beszélnek.

### Vallás
A lakosság 90%-a keresztény, zömmel római katolikus, a maradék nem keresztény főleg hindu.

### Védelmi rendszer
A sziget nem rendelkezik saját katonasággal és csendőrséggel, a katonai védelmet Franciaország biztosítja.

## Gazdaság
Jelentős a cukornád- és a banántermesztés, amelyre cukoripar, rum- és gyümölcskonzervgyártás települ. Az idegenforgalom szintén jelentős bevételt hoz a sziget számára, a lakosság többsége a szolgáltatási és közigazgatási szférában dolgozik.

## Közlekedés
- Közutak hossza: 2105 km[7]
- Repülőterek: Martinique Aimé Césaire nemzetközi repülőtér
- Kikötők: Fort-de-France, La Trinite ,[7] Le Marin[8]

## Turizmus
A legtöbb turista Franciaországból, Kanadából és az Egyesült Államokból érkezik. A szigeten lévő vállalkozások nagyjából 16%-a (körülbelül 6000) turizmushoz köthető feladatokat lát el, legjelentősebbek az éttermek, szállodák. A turisztikai szektorban körülbelül 6500-an dolgoznak ami az aktív munkaerő 7 %-t teszi ki.

## Sport
Lásd: Martinique-i labdarúgó-válogatott.

## Kultúra

### Gasztronómia

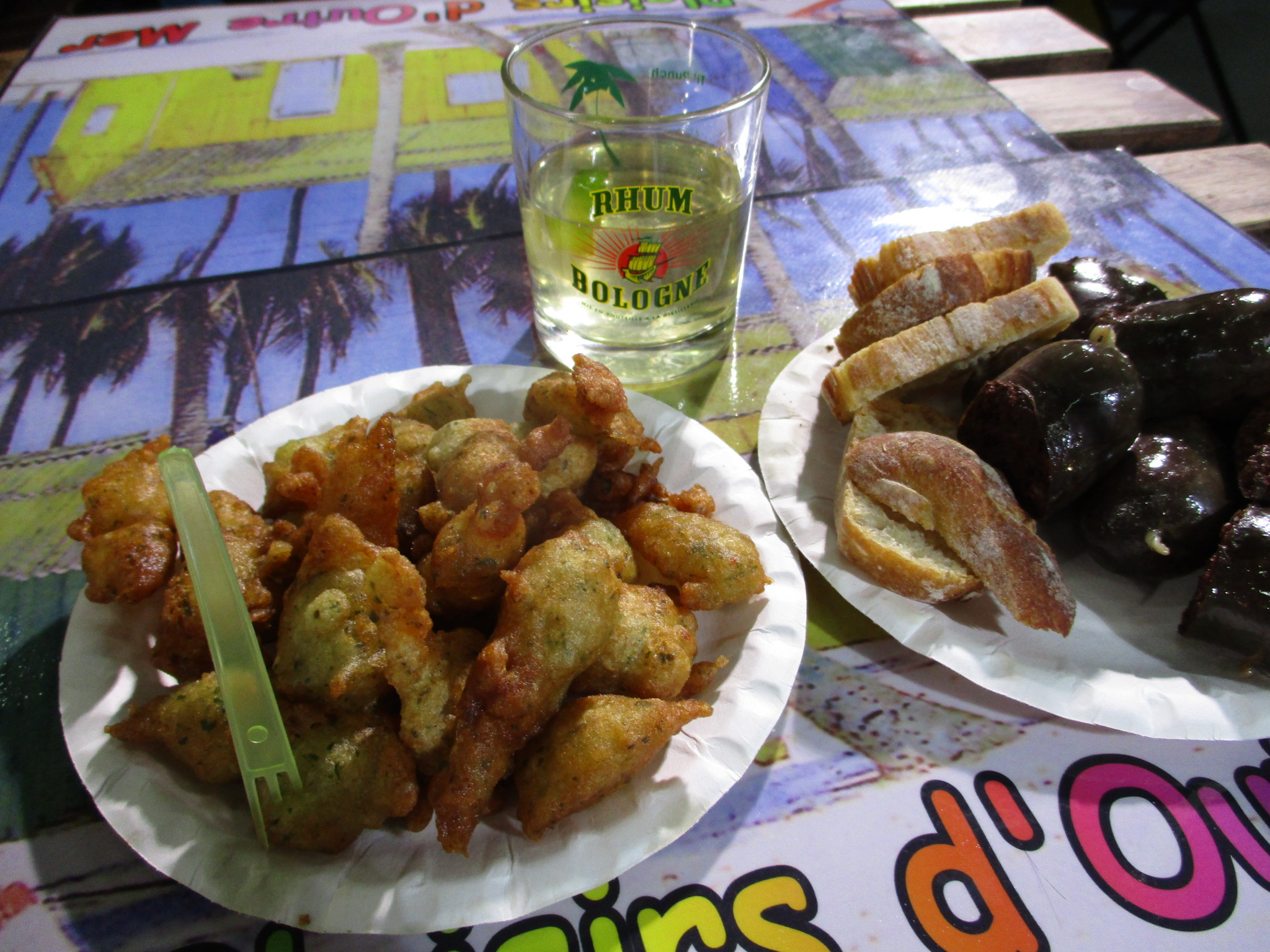
Accras de morue, Ti Punch és Boudin creole.

A helyi gasztronómiában francia, karibi, afrikai és dél-ázsiai elemek ötvöződnek. A receptek gyakran tükrözik Martinique összetett történelmét és a változatos kulturális örökséget. Nagyon fontosak a halak, trópusi gyümölcsök és különféle húsok. A martinique-i erős paprika rendkívül csípős.
Az egyik martinique-i specialitásnak, az accras de morue-nak sózott hal az összetevője, amelyhez garnélarákot és zöldségeket is adnak fűszerekkel kevereve. Gyakran könnyű harapnivalóként fogyasztják. A szigetnek van egy sajátos hurkája, a boudin. A boudin creole véreshurka sertéshúsból és vérből, míg a boudin blanc fehérkolbász, melynek alapanyaga szintén sertéshús, de tesznek bele garnélarákot, rákot, tengeri csigát, kagylót és halat is.
A polip gyakori fogás, alapanyaga pörköltöknek, raguknak (hagymával, fűszerekkel, paradicsommal és citrommal ízesítve), de fogyasztják sütve is vörösbabbal, lencsével, jamgyökérrel és rizzsel.
Jellegzetes martinique-i fűszerkeverék a colombo, amely kurkumából, barna mustármagból, csípős paprikából, korianderből, babérlevélből és fekete borsból készül. Használják húsok (baromfi, kecske, sertés) és zöldségek (padlizsán, tök, gyökerek) ízesítésére.
Az italok közül a sziget nemzeti itala a ti punch, amit cukornád frissen préselt levéből állítanak elő és citrommal ízesítenek.
A legnépszerűbb martinique-i desszert a Blanc Manger au Coco, ami cukorból, kókusztejből, vaníliaporból készül zselatin, fahéj, citromlé és citromhéj hozzáadásával. Mielőtt felszolgálásra kerülne előző este mindig behűtik.

## Képek

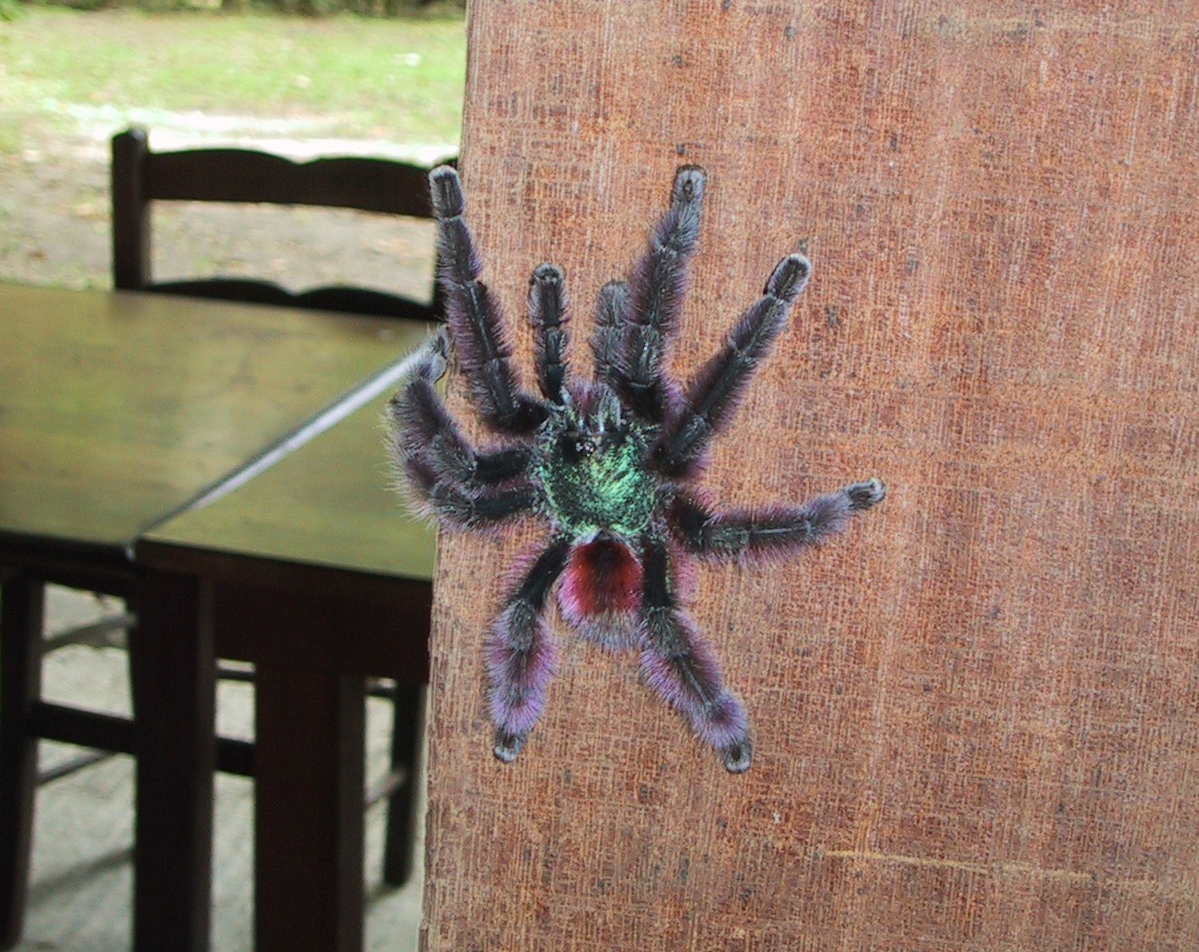
Martinique-i fapók
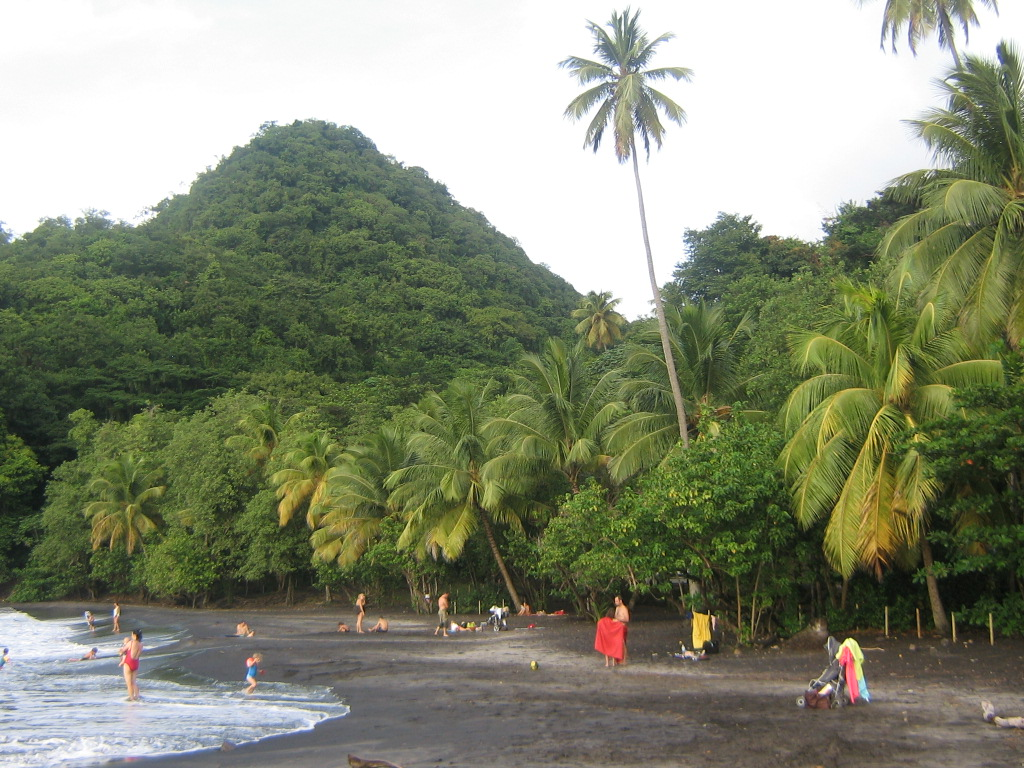
Céron fekete homokú tengerpartja
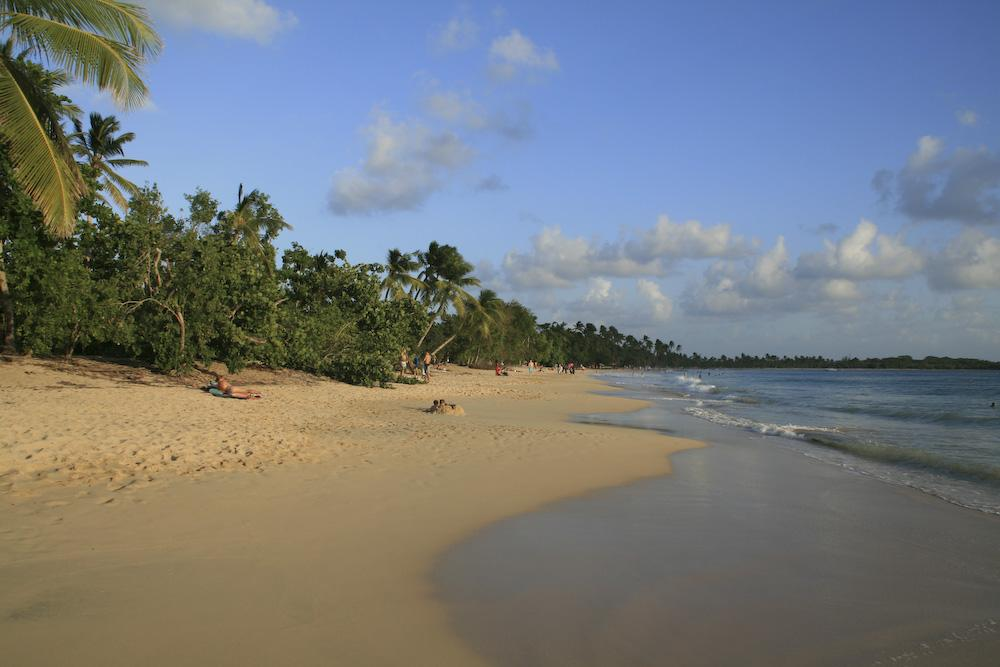
Les Salines tengerpartja a sziget déli részén
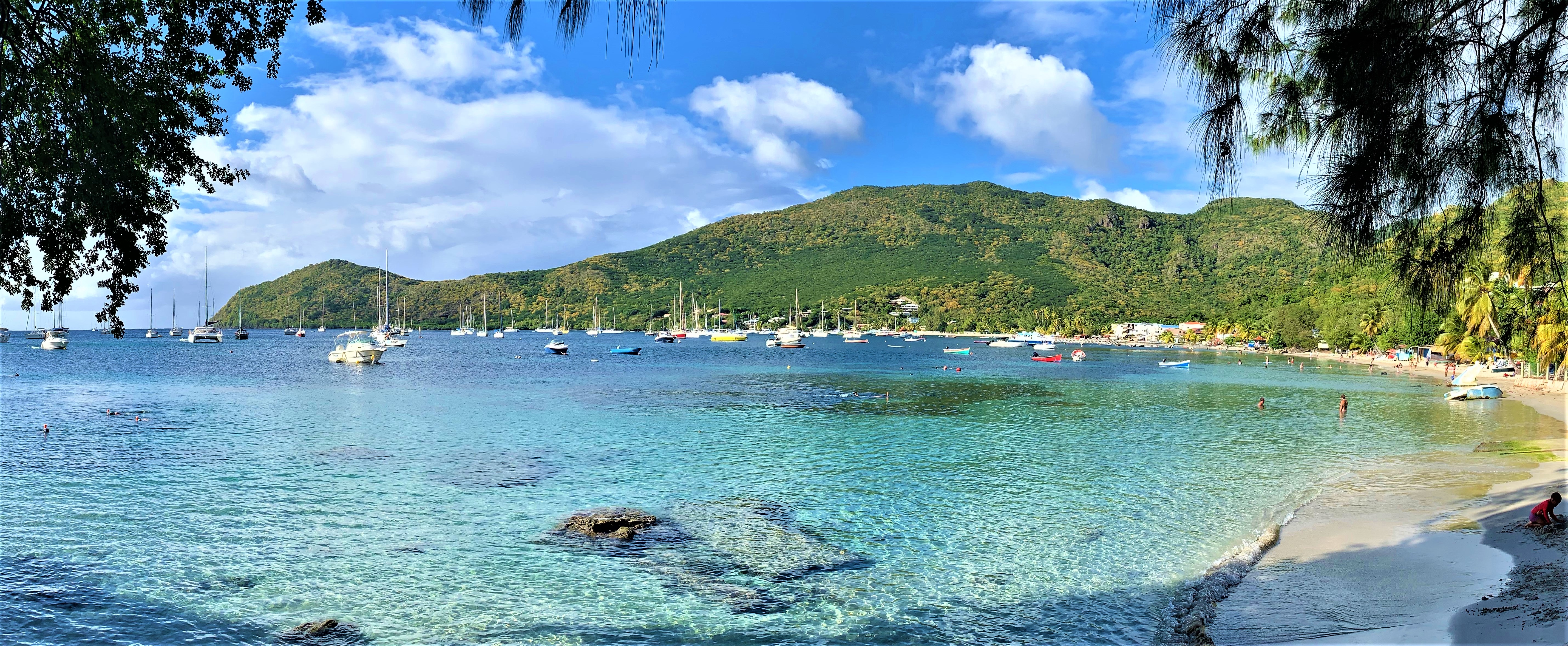
Anses d'Arlet
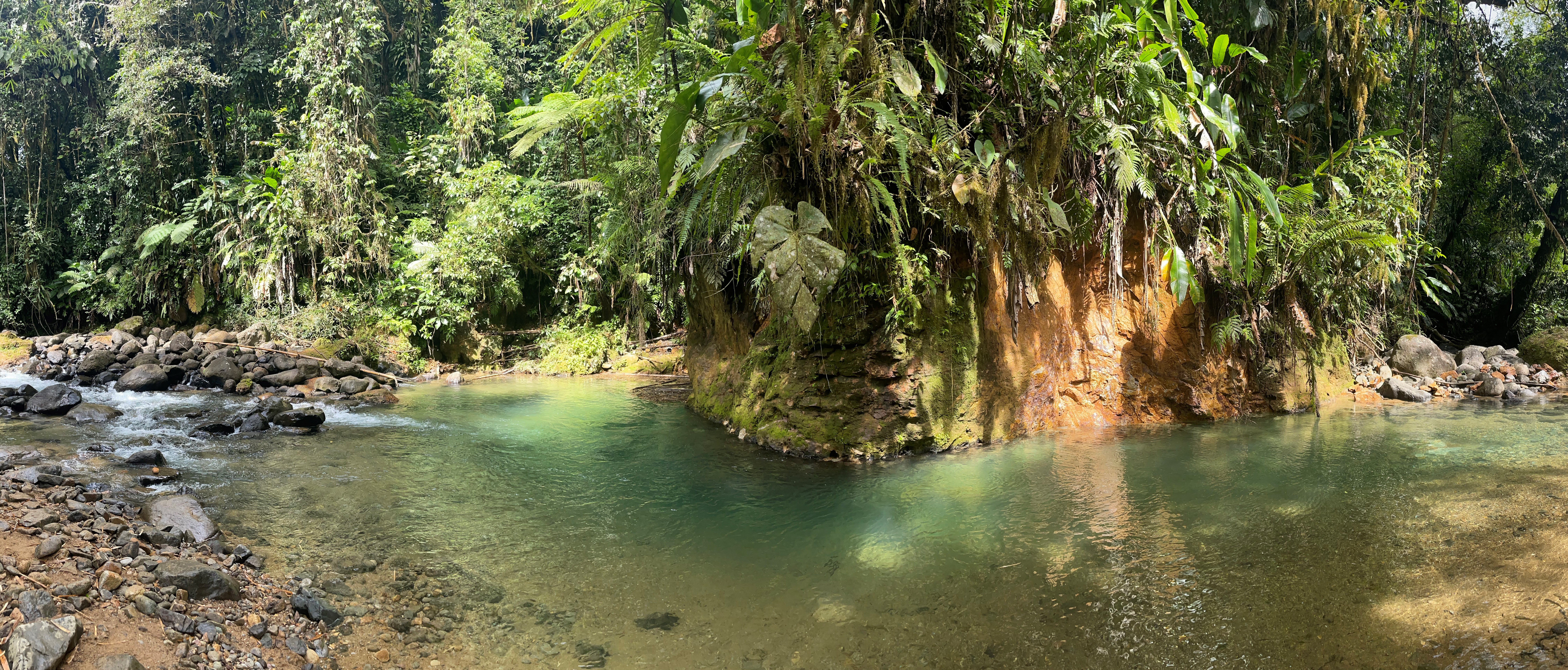
Trou d'eau of the Pitons du Carbet erdő